# دمفير
الدَّمفير ( لاتينية تعني "رجلين") كانت أي شكل من أشكال حكومة أو قضاء الاثنين في رومة القديمة. عُيّن أزواج القضاة في مدات مختلفة من التاريخ الروميّ في رومة نفسها وفي المستعمرات والبلديات.